# Call of Duty: Black Ops 6

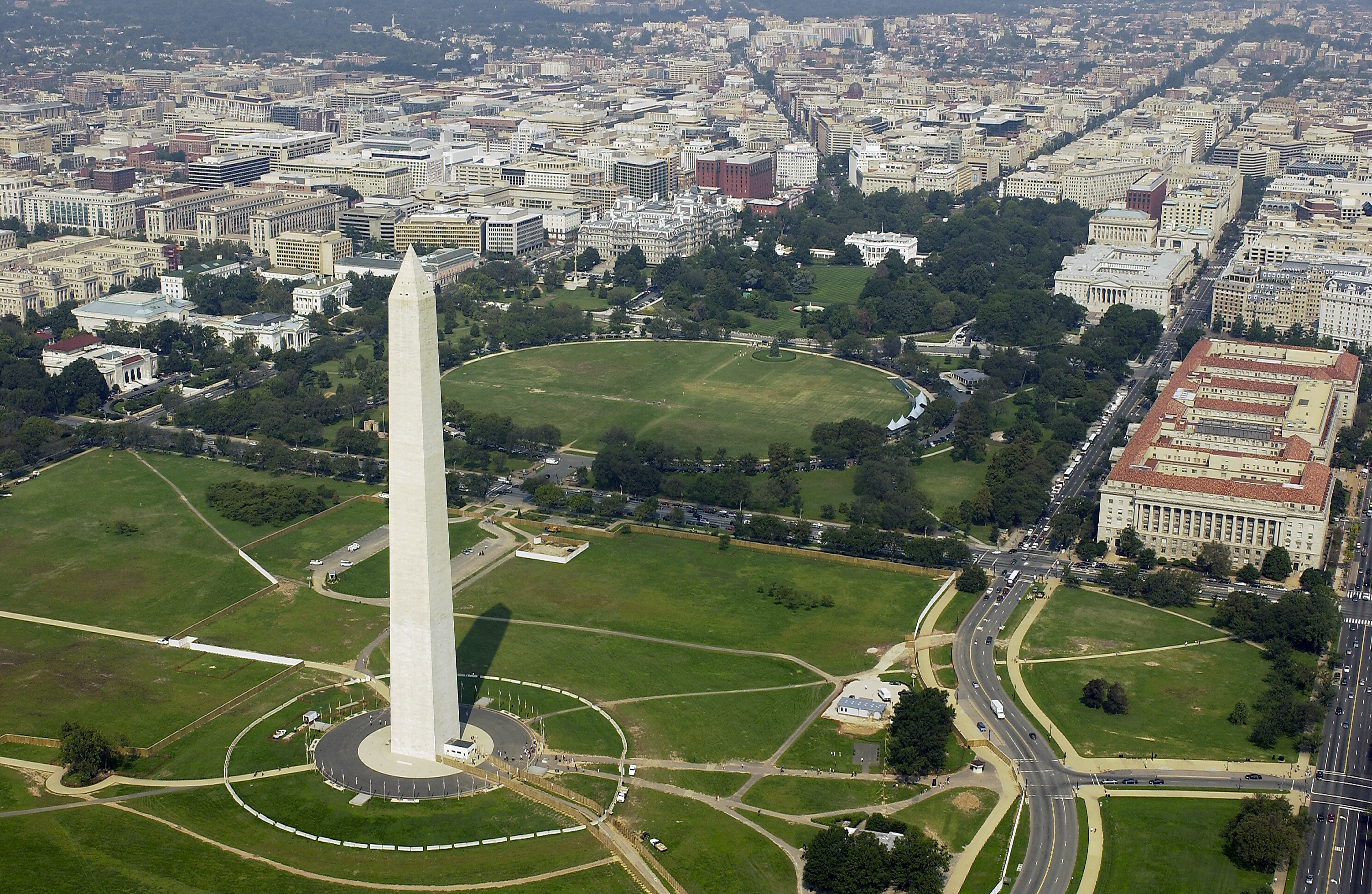
I en av spelets nivåer av kampanjläget utspelas i Washington, D.C.

Call of Duty: Black Ops 6 är ett datorspel utvecklad av Treyarch och Raven Software, det släpptes 25 oktober 2024 till Microsoft Windows, Playstation 4, Playstation 5, Xbox One, Xbox Series X och Series S.

## Spelupplägg
Som i tidigare spelen av Call of Duty-serien kan man i kampanjläget av Call of Duty: Black Ops 6 utföra sina uppdrag på olika sätt och använda dialogträd med spelets icke-spelbara figurer. Spelaren får besöka ett hus där man kan gå igenom bevis, låsa upp speluppgraderingar, prata med olika figurer och förbereda innan man börjar med ett uppdrag.
Spelets mulitplayerläge består av 16 kartor som fanns med vid lanseringen. Samarbetsbaserade spelarläget Zombies förekommer i Call of Dut: Black Ops 6 som består av "Terminus" och "Liberty Falls" vid lanseringen.
Till skillnad från tidigare spelen av serien har Call of Duty: Black Ops 6 nya funktionen Omnimovement där spelaren kan sprinta, glida och hoppa i olika riktningar.

## Handling
Spelets kampanjläge utspelas efter händelserna i Call of Duty: Black Ops Cold War, i tillbakablickarna i Call of Duty: Black Ops 2 och kretsar runt Kuwaitkriget. Under kriget har en ny militärorganisation bildats som kallas Pantheon som spelets protagonister måste stoppa.
I kampanjläget medverkar återkommande figurerna Russell Adler (Bruce Thomas) och Frank Woods (Damon Victor Allen). Andra som medverkar är Troy Marshall (Y'lan Noel), Jane Harrow från CIA (Dawn Olivieri), tekniska geniet Felix Neumann (Seamus Dever) och lönnmördaren Sevati Dumas (Karen David).

## Utveckling
Call of Duty: Black Ops 6 är utvecklad av Raven Software som utförde arbetet med spelets kampanjläge medan Treyarch utförde arbetet med spelarlägena multiplayer och Zombies. Spelet var under utveckling i 4 år. 20 augusti 2024 visades en video med banan Most Wanted från spelets kampanjläge på datorspelsmässan Gamescom.

## Lansering
Spelet släpptes 25 oktober 2024 till Microsoft Windows, Playstation 4, Playstation 5, Xbox One, Xbox Series X och Series S. Spelet blev tillgänglig till prenumeranter med Xbox Game Pass på lanseringsdagen. Spelet kräver internetuppkoppling till alla spelarlägen, även spelets kampanjläge.

## Mottagande
Call of Duty: Black Ops 6 mottogs av positiva recensioner av spelkritikerna enligt webbplatsen Metacritic.

## Notiser
1. ↑  Windows-versionen utvecklade av Beenox[1], ytterligare utvecklare är Activision Central Design, Activision Central Technology, Activision Shanghai, Demonware, High Moon Studios, Infinity Ward och Sledgehammer Games.[1]